# Creoda
Creoda (nascut cap el 493) és una obscura figura al principi de la història de Wessex esmentada només al prefaci de la llista de reis de la Crònica anglosaxona. on se l'esmenta com fill de Cerdic i pare de Cynric.